# Ткаченко, Юрий Олегович
Ю́рий Оле́гович Ткаче́нко (укр. Юрій Олегович Ткаченко; род. 12 ноября 1972, Болград, Одесская область) — украинский экономист, предприниматель, с 15 марта 2014 по 20 ноября 2018 года — председатель Черкасской областной государственной администрации.
Советник налоговой службы I ранга. Заслуженный экономист Украины. Награждён орденом «За заслуги» III степени.

## Биография
Образование: Измаильский государственный педагогический институт (1995), учитель начальных классов; Киевский институт банкиров банка «Украина» (1997), экономист.
В 1990—1995 годах — студент Измаильского государственного педагогического института.
В 1995—1999 годах — инженер-аналитик, начальник службы безопасности, главный экономист Золотоношского отделения АК АПБ «Украина» Черкасской области.
В 1999 году — руководитель Драбовского отделения АК АПБ «Украина» Черкасской области.
В 1999—2000 годах — директор Черкасского филиала АКБ «Легбанк».
В 2000—2002 годах — председатель Черкасского регионального отделения Государственной инновационной компании.
В 2002—2005 годах — начальник Черкасского областного управления ОАО «Государственный сберегательный банк Украины»
В 2005—2010 годах — возглавлял Государственную налоговую администрацию Черкасской области.
В 2006—2010 годах — депутат Черкасского областного совета V созыва от «Нашей Украины», председатель постоянной комиссии по вопросам планирования, бюджета и финансов.
С 15 марта 2014 года назначен А. В. Турчиновым председателем Черкасской областной государственной администрации.
9 сентября 2014 года президент Петр Порошенко переназначил Ткаченко председателем Черкасской областной государственной администрации.
20 ноября 2018 года уволен с должности главы ОГА.
27 ноября 2018 года назначен Советником Президента Украины.

## Предпринимательская деятельность
Является совладельцем черкасской торговой сети «Молли», предприятий «Золотоношский бекон», «Золотоношские сады», фермерского хозяйства «Воля», рынка «Фермерский».

## Научная деятельность
Кандидат экономических наук, в 2006 году защитил диссертацию по специальности 08.10.01 — размещение производительных сил на тему: «Совершенствование развития и управления банковской деятельностью в регионе».